# Кангалич
Ка̀нгалич или Каяли (на гръцки: Βραχιά, Врахия, до 1928 година Καγιαλή, Каяли) е село в Егейска Македония, Гърция, дем Делта в област Централна Македония.

## География
Каяли е разположено в областта Вардария в Солунското поле североизточно от град Солун.

## История

### В Османската империя
Селото датира от XV век. В XVII – XVIII век има около 80 къщи. Името Каяли на турски означава Скалисто. Около Кангалич е имало много блата, тъй като селището се намира между две малки ръкава на Вардар, докато трети премина през самото село. Жителите му страдат от липса на здравословна питейна вода и ползват водите на реката, която филтрират.
Александър Синве („Les Grecs de l’Empire Ottoman. Etude Statistique et Ethnographique“) в 1878 година пише, че в Кайли (Kaïli), Камбанийска епархия, живеят 420 гърци. В края на XIX век селото е чифлик на Талат бей. Селяните отглеждат овес, ечемик, ръж, царевица, сусам, зеленчуци, както и отглеждали биволи, коне, крави и овце. Те също така ловят риба във водите на Вардар и Долното езеро.
В 1900 година Васил Кънчов в „Македония. Етнография и статистика“ споменава селото два пъти - веднъж като в Къяли с 348 жители турци и втори път като Кънглич с 240 българи и 60 цигани. Според преброяване от 1905 година в него има 222 гърци. Според Христо Силянов след Илинденското въстание в 1904 година цялото село (Канголич) минава под върховенството на Българската екзархия. Според секретаря на Българската екзархия Димитър Мишев („La Macédoine et sa Population Chrétienne“) в 1905 година в Кангалич (Kangalitch) живеят 480 българи екзархисти.
Според гръцки източници селото е върнато към Цариградската патриаршия от гръцките чети на капитаните Гоно Йотов и Константинос Буковалас.
Според гръцки данни при преброяването от 1905 година селището има 222 жители елинофони и славофони, а също и цигани мюсюлмани.
Според доклад на Димитриос Сарос от 1906 година Каяли (Καγιαλί) е славяногласно село в Кулакийската епископия с 245 жители (145 мъже и 100 жени) с гръцко съзнание. В селото работи гръцко начално смесено училище с 28 ученици (26 мъже и 2 жени) и 1 учител.
В 1910 година в селото има 220 православни гърци и 20 мюсюлмански жени.

### В Гърция
През Балканската война селото е окупирано от гръцки части и остава в Гърция след Междусъюзническата война в 1913 година. Според преброяването от 1913 година Кангалич е посочено като село с 217 жители (151 мъже и 120 жени). Боривое Милоевич пише в 1921 година („Южна Македония“), че Кангалич (Кангалић) има 25 къщи славяни християни и 10 къщи турци. В 20-те години на XX век в селото са заселени гърци бежанци. Според преброяването от 1928 година Кангалич е смесено местно-бежанско село с 11 бежански семейства с 32 души.
Преброявания
- 2001 година - 645 жители
- 2011 година - 557 жители

## Личности
Свързани с Кангалич
- Апостолос Дзидзикостас (р. 1978), гръцки политик, по произход от Кангалич
- Георгиос Дзидзикостас (1941 – 2000), гръцки политик, по произход от Кангалич